# DJ Overule
DJ Overule, nome artístico de Bruno Castro (Paranhos, Porto 6 de julho de 1981), é um DJ e produtor português de hip hop e música eletrónica.

## Carreira
Vencedor do prémio Best Portuguese Act, dos MTV Europe Music Awards, em 2017 e com uma média anual de 150 espetáculos, DJ Overule tem atuações regulares em discotecas, festas académicas, mas também muitos festivais como a EDP Beach Party ou o MEO Sudoeste.
É mentor do Pump Up The Volume Radio Show, programa da sua autoria, que conta com mais de 15 anos de antena e é atualmente difundido através da rádio Mega Hits FM, tendo passado anteriormente por outras rádios nacionais, como a Cidade FM.

## Discografia e Participações
| Ano  | Título                                                             | Tipo              |
| ---- | ------------------------------------------------------------------ | ----------------- |
| 1999 | 7pm – “…à ultima da hora”                                          | Edição de autor   |
| 2000 | Feed - Watch it grow                                               | Numérica          |
| 2001 | Matozoo - Patrastoplay no teu melão                                | Matarroa          |
| 2002 | 7pm – das palavras aos pr(actos)                                   | Edição de autor   |
| 2002 | Compilação Roka Forte                                              | 2º Piso           |
| 2005 | Junior feat. New Max & DJ Overule – Até já                         | TMN               |
| 2006 | Expensive Soul – Alma Cara                                         | EMI               |
| 2008 | Flow 212 – Ritmo do meu Flow                                       | Vidisco           |
| 2010 | Killamonkey ft. Dj Overule – Radio                                 | Edição de autor   |
| 2014 | Dj Overule ft. Virgul & Atiba - Mr. Superstar                      | Edição de autor   |
| 2015 | DJ Overule ft. Philly Gonzalez & Landu Bi – I'm in love with Porto | Storytellers      |
| 2015 | DJ Overule ft. Charly Black & Jay Psar – Turn Over                 | Desbobina Records |
| 2016 | Dj Overule ft. Rebecca Garton - Body Talk                          | Desbobina Records |
| 2017 | DJ Overule ft. Zak Downtown – Take It All                          | Desbobina Records |
| 2017 | DJ Overule – It’s Not Over (LP)                                    | Desbobina Records |